# گواردامیلیو
گواردامیلیو (به ایتالیایی: Guardamiglio) یک کومونه در ایتالیا است که در استان لودی واقع شده‌است.

## خصوصیات
گواردامیلیو ۱۰٫۳ کیلومترمربع مساحت و ۲٬۶۸۹ نفر جمعیت دارد.